# Mercedes Serós
Mercedes Serós Ballester (Zaragoza, 10 de abril de 1900-Barcelona, 23 de febrero de 1970) fue una cupletista española.

## Vida personal
Nació en Zaragoza, en la calle Soberanía Nacional, actualmente avenida César Augusto, el 10 de abril de 1900, hija de Antonio Serós y Cristina Ballester. Se trasladó de muy joven a Barcelona.
Su vida no ofrece el perfil anecdótico de otras artistas anteriores, como Preciosilla, Raquel Meller o Paquita Escribano, en la que triunfaba la sicalipsis. Se casó el 14 de junio de 1923 con un tal Cruspineda, que en ese momento estaba amenazado de muerte, por lo que no se pudieron hacer las amonestaciones. El hombre desapareció poco después, dando pábulo a todo tipo de especulaciones. Consiguió la separación civil y canónica en 1928, al ser considerado muerto aquel. Pelayo Rubert Alegrín fue su segundo esposo, un industrial catalán. Su última actuación fue en el Coliseum de Barcelona obteniendo un gran reconicimiento. Se retiró de los escenarios y vivió felizmente casada con Pelayo Rubert hasta su muerte a causa de una apoplejía  el 23 de febrero de 1970. Pelayo Rubert murió en 1988, a los noventa y tres años de edad, en Barcelona.

## Carrera

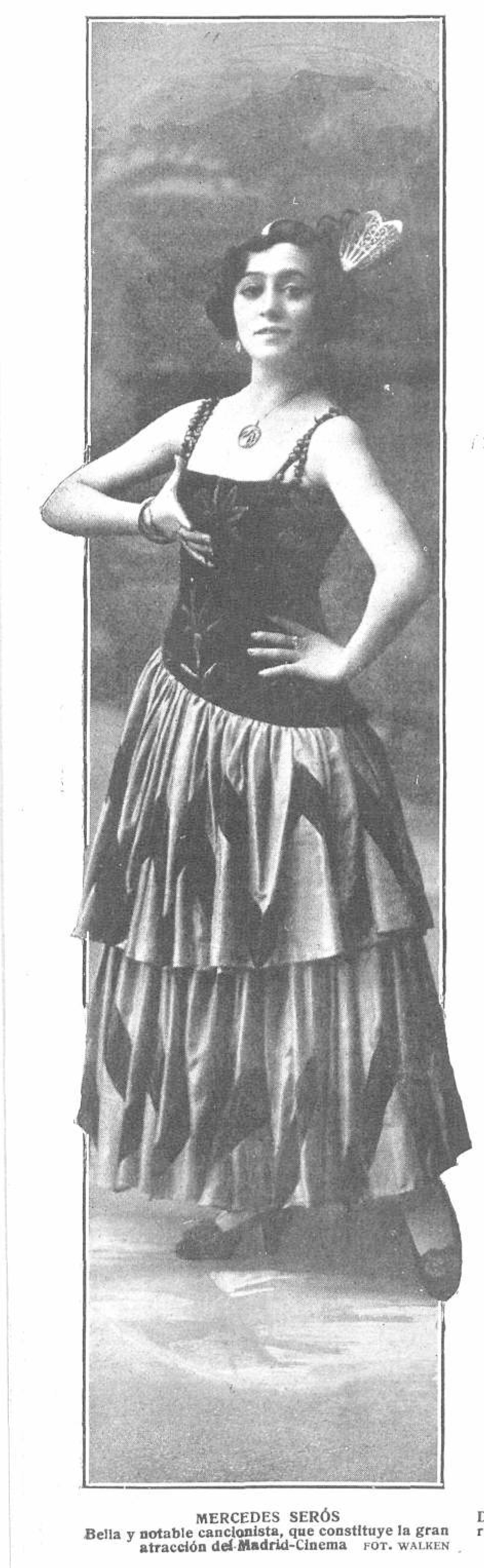
Serós en Mundo Gráfico (1920)

La carrera de Mercedes Serós se desarrolla en una época en la que la sicalipsis, es decir, el erotismo, y la extravagancia habían sido dejadas atrás a favor de la calidad artística. En la década de 1920 entran influencias internacionales a través del jazz, el tango, el charlestón, el cine americano e incluso la moda, con la llegada de la moda flapper y garçonne. Raquel Meller había sido la primera en aventurarse en las nuevas tendencias y Mercedes Serós sería su gran rival y seguidora. La enemistad llegó a ser tan grande que Meller llamó a un pequinés «Merceditas» y solía referirse a ella como «Mierdecita Serás». La rivalidad se extendió entre los seguidores de ambas, lo que produjo peleas y otros excesos.
Serós debutó en el Edén Concert, en Barcelona, en 1916, aunque existen cronistas que hablan del cine Doré y ella misma se refería al Folies Bergère, gracias a que su familia trabajaba en el teatro: su madre se encargaba de vestir a las artistas y el hermano era el botones. En 1918 ya actuaba con gran éxito los mejores teatros de Madrid: Madrid Cinema, Kursaal o el Lara. En Barcelona su principal teatro era Eldorado. En 1925 actuó e París, en los teatros Le Perroquet y el Olympia, donde estrenó el famoso pasodoble Valencia de José Padilla.
Se retiró a mediados de la década de 1930, aunque volvió en 1934. Pero los gustos habían cambiado, por una parte se tendía a revistas de escenografía ampulosa, imitando el cine estadounidense, y por otra se regionalizaba el repertorio, surgiendo nuevos artistas como Concha Piquer, Imperio Argentina, La Argentinita o incluso Raquel Meller, que adaptó su repertorio. Serós ya no se adaptó y se retiró durante la Guerra Civil, dando un último concierto en el Coliseum de Barcelona, disfrutando de su dinero, llevando una vida regalada, lejos del ambiente artístico.
Como artista, Serós cantaba, bailaba y tocaba las castañuelas. Fue una de las más importantes representantes del cuplé catalán, junto con Pilar Alonso, aunque su repertorio era mayoritariamente en castellano. Entre sus éxitos se cuentan Diego Montes, El salterio de la sardina, Muñecos, Valencia, Al Paraguay y Rosario la Cava. Llegó a grabar en disco 216 títulos, un número enorme para la época.
Javier Barreiro cree que su defecto fue no haber destacado en ningún género, a pesar de dominarlos todos con corrección. Físicamente, era agraciada de cara y cuerpo, ojos negros, hoyuelo en la barbilla, pero de poca estatura. Ángel Zúñiga se refiere a ella como «Una muñeca de porcelana o de cera».